# Băng sơn

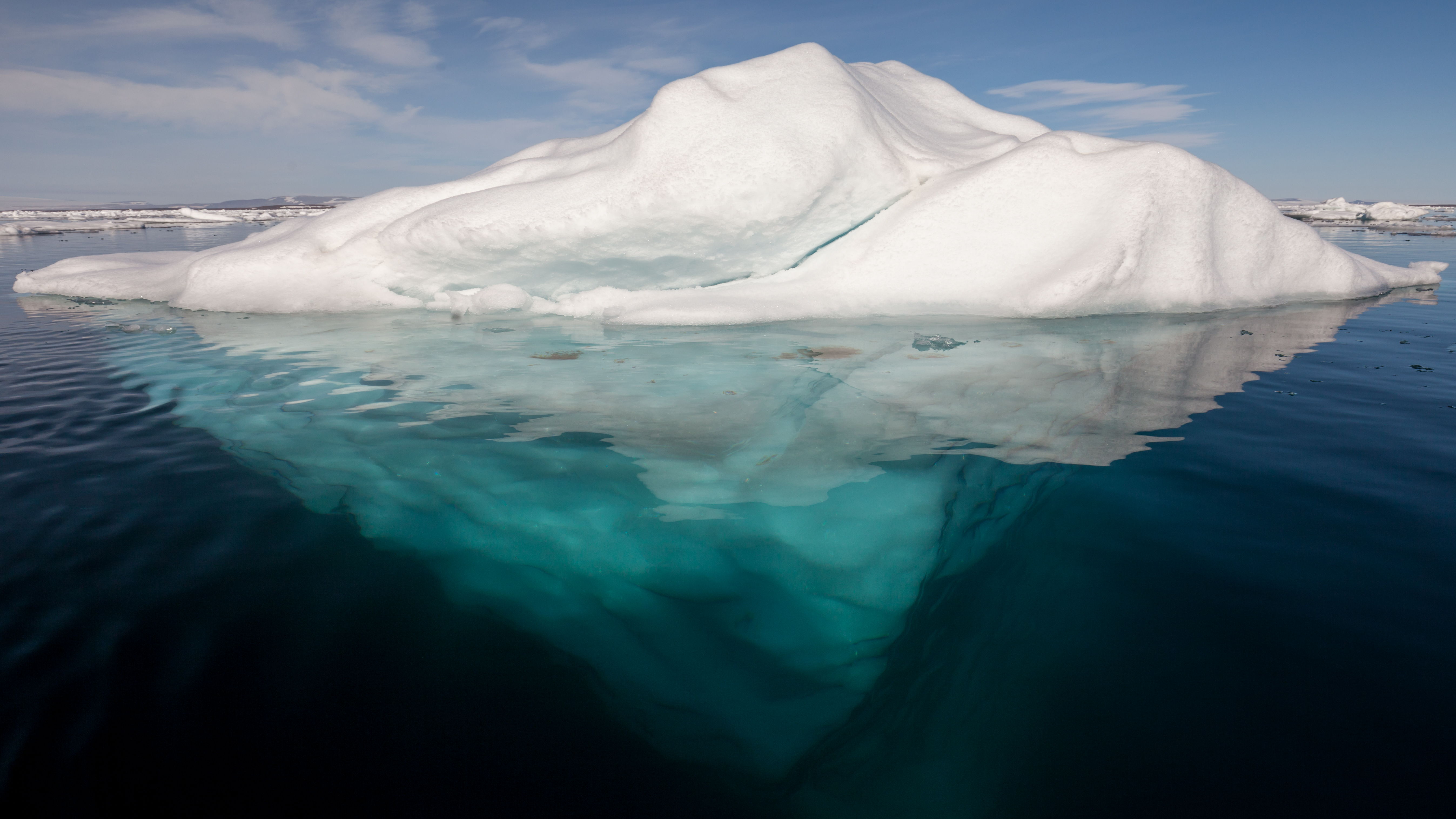
Một băng sơn cỡ nhỏ trên Bắc Băng Dương, có thể thấy phần chìm vào trong nước nhiều hơn rất nhiều so với phần lộ ra mặt nước.

Băng sơn (tiếng Anh: iceberg) hay thường gọi là tảng băng trôi là chỉ khối băng nước ngọt lớn do sự nứt vỡ từ một đầu của sông băng hoặc tấm băng địa cực gần sát biển mà rơi xuống trôi nổi giữa biển, thường thấy ở Nam Đại Dương, Bắc Băng Dương và phía tây bắc Đại Tây Dương. Bởi vì tính chất của băng sơn cứng rắn vững chắc, thể tích lớn, cho nên thường dẫn đến tai nạn khi va đụng với thuyền tàu, nổi tiếng trong số đó là tai nạn tàu RMS Titanic xảy ra vào năm 1912.
Bởi vì băng sơn dễ hình thành mối nguy hiểm của các ngành nghề trên biển, cho nên trước mắt đã hình thành đội tuần tra băng sơn quốc tế để giám sát và dự đoán hướng chuyển động của băng sơn thế giới, các quốc gia cũng có hệ thống giám trắc tương quan.
Vào tháng 4 năm 2021, "băng sơn lớn nhất thế giới" ở sát gần châu Nam Cực mã hiệu là A-68 có diện tích che phủ gần 6.000 kilômét vuông đã tan chảy giải phóng thành rất nhiều băng sơn nhỏ, là hiện tượng tự nhiên, không liên quan đến sự biến đổi khí hậu do hoạt động của con người gây ra.

## Từ nguyên
Iceberg - tiếng Anh của băng sơn là dịch âm ijsberg từ tiếng Hà Lan, ý nghĩa về mặt chữ của nó là "băng sơn", trong đó ijs là băng, berg là sơn, ijsberg đồng âm với isbjerg của tiếng Đan Mạch, eisberg của tiếng Đức, iesbarg của tiếng Hạ Đức và isber của tiếng Na Uy và tiếng Thuỵ Điển.